# Hans Hammarskiöld

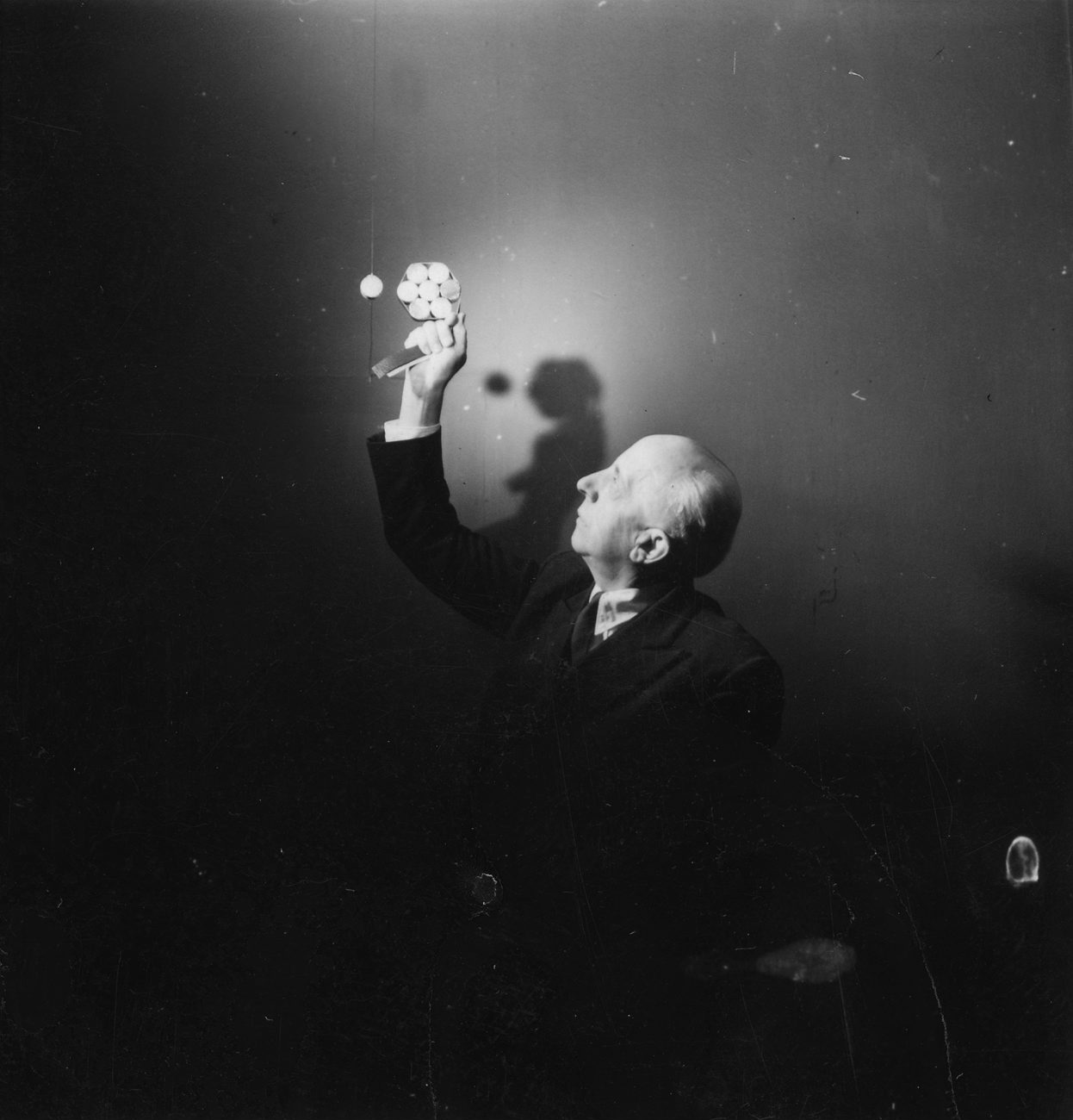
Torsten Wilner provádí experiment v Atomariu v Muzeu vědy a technologie ve Stockholmu, Švédsko, 1953, archiv Tekniska museet

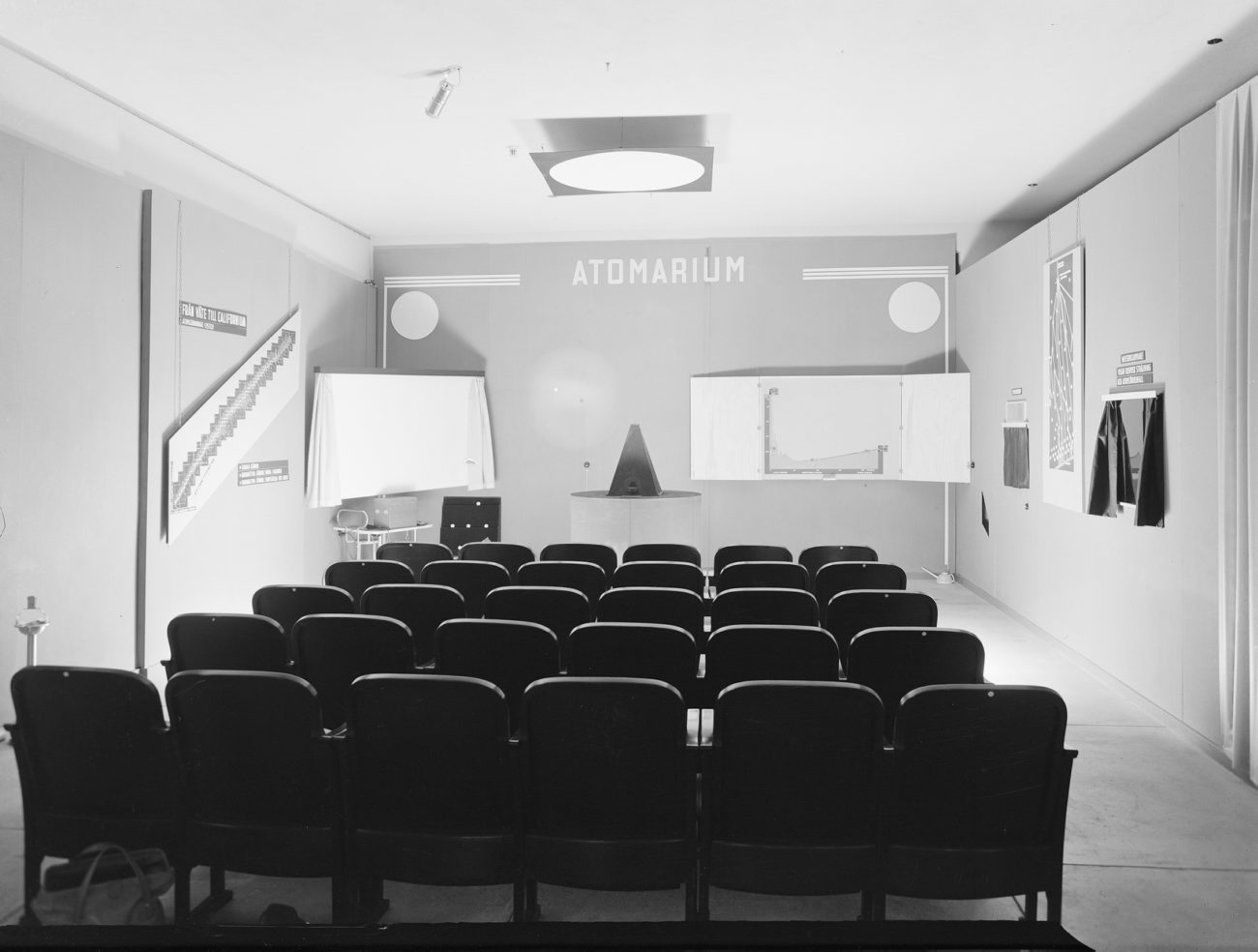
Atomarium, archiv Tekniska museet, 1950–1960

Hans Arvid Hammarskiöld (17. května 1925, Stockholm – 12. listopadu 2012) byl švédský profesionální fotograf. Byl aktivní ve většině žánrů – po mnoho let pracoval jako průmyslový fotograf, ale obzvláště známý byl svými portréty.

## Kariéra
Hammarskiöld se narodil v roce 1925 ve Stockholmu. Jeho průlom jako profesionální fotograf přišel v 50. letech, kdy pracoval po celém světě. V roce 1955, jeho práce, spolu s prací jeho manželky Caroline Hebbe, byl vybrán Edward Steichen pro putovní výstavu Lidská rodina pořádanou Muzeem moderního umění, kterou shlédlo 9 miliónů návštěvníků. Několik let byl zaměstnán v britském Vogue.
Hammarskiöld byl posledním žijícím členem skupiny Tio fotograf (Deset fotografů), která vznikla v roce 1958 a působila ve švédské fotografii po desetiletí jako obrazová agentura Tiofoto. Do této skupiny patřili Sten Didrik Bellander (1921–2001), Harry Dittmar, Sven Gillsäter (1921–2001), Rune Hassner (1928–2003), Hans Malmberg (1927–1977), Pål Nils Nilsson (1929–2002), Georg Oddner (1923–2007) a Lennart Olson (1925–2010).
Skupina měla vliv na švédskou fotografii zejména proto, že její členové Pål-Nils Nilsson, Hans Hammarskiöld, Rune Hassner, Georg Oddner a Lennart Olson zastávali přední postavení ve vzdělávacích a institucionálních sférách a pravidelně vystavovali na významných místech pro fotografii. Celá skupina byla představena v Hasselbladově centru v roce 1998, tedy v době, kdy se Nilsson stal profesorem fotografie na Fothögskolanu v Göteborgu.

## Uznání
V roce 2009 bylo v Národním muzeu ve Stockholmu vystaveno sedmdesát Hammarskiöldových portrétů.
Jeho portréty byly později darovány Švédské národní portrétní galerii.

## Smrt
Hammarskiöld zemřel po krátké nemoci v roce 2012 v Lidingö, východně od Stockholmu. Bylo mu 87 let.